# Tom Patey
Pour les articles homonymes, voir Patey.
Pas d'image ? Cliquez ici
Tom Patey, né le 20 février 1932 à Ellon en Écosse  et mort le 25 mai 1970 au Maiden Stack (en), est un grimpeur, alpiniste et écrivain britannique. Il est connu pour ses ascensions hivernales, et pour ses textes humoristiques, réunis dans un recueil posthume One Man's Mountains (1971).
Il est né en Écosse, a suivi des études à l'Ellon Academy (en) et au Robert Gordon's College (en) à Aberdeen. Il commence à s'intéresser à l'escalade chez les Scouts. À l'université d'Aberdeen, durant ses études de médecine, il devient capitaine du Lairig Club (en). Il commence à faire de l'alpinisme dans le Lochnagar et le Cairngorms. 

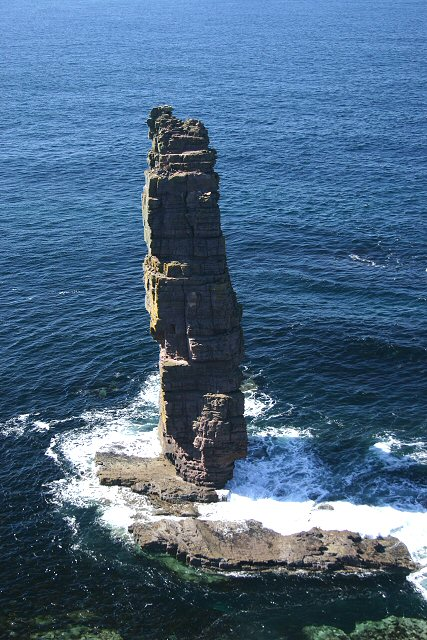
Tom Patey a réalisé la première ascension de l'Am Buachaille en 1967.

Il réalise des premières ascensions en Écosse, notamment la première traversée hivernale de l'arête du Cuillin avec Hamish MacInnes, David Crabbe et Brian Robertson en 1965. Il réalise aussi des ascensions notables dans les Alpes et le Karakoram, par exemple la première ascension de la Tour de Mustagh, 7 273 m avec John Hartog, Joe Brown et Ian McNaught-Davis en 1956. En 1958, il réalise avec Mike Banks (en) la première ascension du Rakaposhi, 7 788 m. En 1967, il fait avec Ian Clough la première ascension de l'Am Buachaille, un stack situé près de la baie de Sandwood. En 1966, Tom Patey, Rusty Baillie et Chris Bonington réalisent l'ascension de l'Old Man of Hoy en 3 jours. Le 8 et 9 juillet 1967, un programme sur la BBC, The Great Climb, montre l'ascension du stack par 3 équipes de grimpeurs. Chris Bonington et Tom Patey font une répétition de leur ascension. Deux nouvelles voies sont escaladées, une par Joe Brown et Ian McNaught-Davis (en), une autre par Pete Crew et Dougal Haston. Ce programme a été suivi par 15 millions de personnes.
Au moment de sa mort, il travaillait comme médecin généraliste à Ullapool, dans le nord-ouest de l'Écosse. Il est mort dans un accident de rappel en descendant du Maiden Stack (en), sur la côte de Sutherland.